# Safiatou Acquaviva
Safiatou Acquaviva (* 10. März 1999 in Aix-en-Provence) ist eine französisch-guineische Leichtathletin, die im Sprint und Hürdenlauf antritt und die seit Juni 2024 für Guinea startberechtigt ist.

## Sportliche Laufbahn
Erste Erfahrungen bei internationalen Meisterschaften sammelte Safiatou Acquaviva im Jahr 2024, als sie bei den Afrikaspielen in Accra mit 12,31 s in der ersten Runde im 100-Meter-Lauf ausschied. Im Juni belegte sie bei den Afrikameisterschaften in Douala in 13,66 s den sechsten Platz im 100-Meter-Hürdenlauf und im August schied sie bei den Olympischen Sommerspielen in Paris mit 12,07 s im Vorlauf aus. Im Vorlauf stellte sie mit 11,97 s einen Landesrekord für Guinea auf.

## Persönliche Bestleistungen
- 100 Meter: 11,95 s (+1,8 m/s), 12. Mai 2024 in Salon-de-Provence
- 100 m Hürden: 13,24 s (+1,2 m/s), 19. Mai 2024 in Montgeron